# Холи-Кросс (аэропорт)
Аэропорт Холи-Кросс (англ. Holy Cross Airport), (ИАТА: HCR, ИКАО: PAHC, FAA LID: HCA, прежний код 4Z4) — государственный гражданский аэропорт, расположенный в 1,6 километрах к югу от центрального делового района города Холи-Кросс (Аляска), США.

## Операционная деятельность
Аэропорт Холи-Кросс расположен на высоте 21 метров над уровнем моря и эксплуатирует одну взлётно-посадочную полосу:
- 1/19 размерами 1219 х 30 метров с гравийным покрытием.